# Liste der Flughäfen auf den Komoren

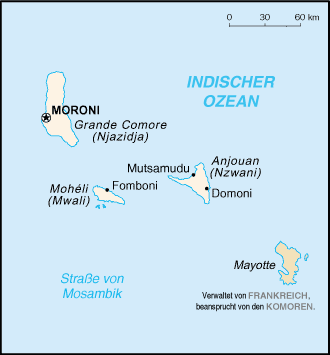
Karte der Komoren

Dies ist die Übersicht aller Flughäfen, die auf den Komoren liegen.
Die Komoren sind ein Inselstaat im Indischen Ozean mit einer Einwohnerzahl von 610.000, der zum Kontinent Afrika gezählt wird. Das Land, dessen Hauptstadt Moroni ist, besteht aus drei Inseln. Eine vierte Insel, das französische Übersee-Département Mayotte, wird von den Komoren beansprucht. Auf ihr findet sich der in dieser Übersicht aufgeführte Flughafen Dzaoudzi Pamandzi.
| Flughafenname                             | IATA-Code | ICAO-Code | Insel         | Zugeordnete Stadt | Bemerkung                                                                |
| ----------------------------------------- | --------- | --------- | ------------- | ----------------- | ------------------------------------------------------------------------ |
| Flughafen Dzaoudzi Pamandzi               | DZA       | FMCZ      | Mayotte       | Dzaoudzi          | Liegt auf der französischen, von den Komoren beanspruchten Insel Mayotte |
| Flughafen Mohéli Bandar Es Eslam          | NWA       | FMCI      | Mohéli        | Fomboni           |                                                                          |
| Prince Said Ibrahim International Airport | HAH       | FMCH      | Grande Comore | Moroni            |                                                                          |
| Flughafen Moroni-Iconi                    | YVA       | FMCN      | Grande Comore | Moroni            | Seit 2010 geschlossen                                                    |
| Flughafen Ouani                           | AJN       | FMCV      | Anjouan       | Ouani             |                                                                          |